# 2008年の日本公開映画/7月
- 5日
  - カメレオン（ 日本）
  - クライマーズ・ハイ（ 日本）
  - 純喫茶磯辺（ 日本）
  - スピード・レーサー（ アメリカ合衆国）
  - ツバル 大切なものに導かれて（ 日本/ドキュメンタリー）
  - 庭から昇ったロケット雲（ アメリカ合衆国）
  - HIGHLANDER ハイランダー 〜ディレクターズカット版〜（ アメリカ合衆国/アニメ）
  - バカバカンス（ 日本）
  - BUG/バグ（ アメリカ合衆国）
  - バックドロップ・クルディスタン（ 日本/ドキュメンタリー）
  - 半身主義（ 日本/ドキュメンタリー）
  - 火垂るの墓（ 日本）
  - ホット・ファズ -俺たちスーパーポリスメン!-（ イギリス・ フランス）
  - メイド・イン・ジャマイカ（ フランス・ アメリカ合衆国/ドキュメンタリー）
  - レッドライン（ アメリカ合衆国）
- 7日
  - 77BOADRUM（ アメリカ合衆国/ドキュメンタリー）
- 12日
  - いま ここにある風景（ カナダ/ドキュメンタリー）
  - 近距離恋愛（ アメリカ合衆国・ イギリス）
  - ゲゲゲの鬼太郎 千年呪い歌（ 日本）
  - GHOST IN THE SHELL 攻殻機動隊2.0（ 日本/アニメ）
  - それいけ!アンパンマン 妖精リンリンのひみつ（ 日本/アニメ）
  - 闘茶〜Tea Fight〜（ 日本・ 台湾）
  - 花美男連続ボム事件（ 韓国）
  - PUNK:ATTITUDE パンク：アティテュード（ イギリス/ドキュメンタリー）
  - ホートン ふしぎな世界のダレダーレ（ アメリカ合衆国/アニメ）
- 19日
  - 愛流通センター（ 日本）
  - あの日の指輪を待つきみへ（ アメリカ合衆国・ カナダ・ イギリス）
  - 崖の上のポニョ（ 日本/アニメ）
  - ガチバン（ 日本）
  - 劇場版ポケットモンスター ダイヤモンド&パール ギラティナと氷空の花束 シェイミ（ 日本）
  - GATE（ 日本/ドキュメンタリー）
  - 後悔なんてしない（ 韓国）
  - ジャージの二人（ 日本）
  - スターシップ・トゥルーパーズ3（ アメリカ合衆国）
  - たみおのしあわせ（ 日本）
  - 百万円と苦虫女（ 日本）
  - ビルと動物園（ 日本）
  - ワン・ミス・コール（ アメリカ合衆国）
- 26日
  - アメリカばんざい 〜crazy as usual〜（ 日本/ドキュメンタリー）
  - 雲南の花嫁（ 中国）
  - 帰らない日々（ アメリカ合衆国）
  - カンフー・パンダ（ アメリカ合衆国/アニメ）
  - きみの友だち（ 日本）
  - ギララの逆襲/洞爺湖サミット危機一発（ 日本）
  - 空想の森（ 日本）
  - 白い馬（ アメリカ合衆国）
  - 敵こそ、我が友 〜戦犯クラウス・バルビーの3つの人生〜（ フランス/ドキュメンタリー）
  - テネイシャスD 運命のピックをさがせ!（ アメリカ合衆国）
  - 天安門、恋人たち（ 中国・ フランス）
  - ドラゴン・キングダム（ アメリカ合衆国）
  - ハプニング（ アメリカ合衆国）
  - ホウ・シャオシェンのレッド・バルーン（ フランス）
  - ミニットメン：ウィ・ジャム・エコノ（ アメリカ合衆国）
  - 憐 Ren（ 日本）